# Lengua de señas otomana
La lengua de señas otomana, que también se conoció como lengua de señas de serrallo o lengua de señas de harén, fue una lengua de señas de las personas sordas en el ámbito de la corte del Imperio Otomano.

## Historia
Nada se sabe de esta lengua, pero existe evidencia de que permitía comunicar ideas de cualquier grado de complejidad. Se transmitía de generación en generación a través de fábulas, narraciones y escrituras.
En los siglos XVI y XVII, los pajes, porteros, verdugos y acompañantes del sultán que fuesen sordos eran particularmente apreciados por su habilidad para comunicarse en silencio, por su incapacidad para escuchar información durante las negociaciones secretas, y por la dificultad que los extraños encontraban para comunicarse con ellos o sobornarlos. En la corte se valoraba mucho el silencio, y varios sultanes preferían que se utilizase la lengua de señas en su presencia. Podían bromear con ellos de tal manera que fuese inadecuadamente familiar en turco. El sultán Osman II fue tal vez el primero en aprender la lengua de señas y le dio la orden a varios oyentes de su corte de aprenderla también. En el mejor momento es probable que hubiese más de cien cortesanos sordos. Se consideraba indigno que el sultán se dirigiese oralmente a sus súbditos, y muy indecoroso que quienes se encontrasen en su presencia hablasen en voz alta o secreteasen.

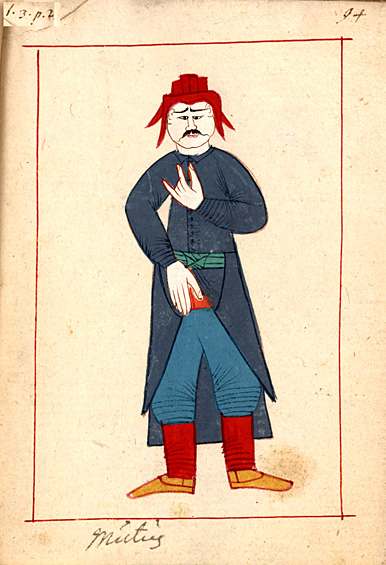
Dilsiz

No está claro si le dio lugar a la lengua de señas turca, puesto que no se han registrado señas.